# Tallon Griekspoor
Tallon Griekspoor (ur. 2 lipca 1996 w Haarlem) – holenderski tenisista, reprezentant kraju w Pucharze Davisa, olimpijczyk z Paryża (2024).

## Kariera tenisowa
W cyklu ATP Tour wygrał dwa turnieje w grze pojedynczej z czterech rozegranych finałów i dwa turnieje w grze podwójnej przegrywając również jeden finał.
W 2020 roku podczas Australian Open zadebiutował w turnieju głównym imprezy Wielkiego Szlema w grze pojedynczej. Po wygraniu trzech meczów w kwalifikacjach przegrał w pierwszej rundzie z Taylorem Fritzem.
Od 2019 roku reprezentuje Holandię w pucharze Davisa. W 2024 roku doszedł z reprezentacją do finału, w którym Holendrzy ulegli Włochom 0:2. Drugi mecz rywalizacji Griekspoor przegrał z Jannikiem Sinnerem 6:7(2), 2:6.
W 2024 roku zagrał na igrzyskach olimpijskich w Paryżu w konkurencjach singla i debla odpadając w drugich rundach. W grze podwójnej startował wspólnie z Wesleyem Koolhofem.
W rankingu gry pojedynczej najwyżej był na 21. miejscu (6 listopada 2023), a w klasyfikacji gry podwójnej na 61. pozycji (1 czerwca 2024).

### Finały w turniejach ATP Tour
| Legenda                                      |
| -------------------------------------------- |
| Wielki Szlem                                 |
| Igrzyska olimpijskie                         |
| Tennis Masters Cup / ATP Finals              |
| ATP Masters Series / ATP Tour Masters 1000   |
| ATP International Series Gold / ATP Tour 500 |
| ATP International Series / ATP Tour 250      |

#### Gra pojedyncza (2–2)
| Końcowy wynik | Nr | Data            | Turniej          | Nawierzchnia | Przeciwnik      | Wynik finału        |
| ------------- | -- | --------------- | ---------------- | ------------ | --------------- | ------------------- |
| Zwycięzca     | 1. | 7 stycznia 2023 | Pune             | Twarda       | Benjamin Bonzi  | 4:6, 7:5, 6:3       |
| Zwycięzca     | 2. | 18 czerwca 2023 | ’s-Hertogenbosch | Trawiasta    | Jordan Thompson | 6:7(4), 7:6(3), 6:3 |
| Finalista     | 1. | 6 sierpnia 2023 | Waszyngton       | Twarda       | Daniel Evans    | 5:7, 3:6            |
| Finalista     | 2. | 6 kwietnia 2025 | Marrakesz        | Ceglana      | Luciano Darderi | 6:7(3), 6:7(4)      |

#### Gra podwójna (2–1)
| Końcowy wynik | Nr | Data                 | Turniej     | Nawierzchnia  | Partner                 | Przeciwnicy                         | Wynik finału      |
| ------------- | -- | -------------------- | ----------- | ------------- | ----------------------- | ----------------------------------- | ----------------- |
| Zwycięzca     | 1. | 23 października 2022 | Antwerpia   | Twarda (hala) | Botic van de Zandschulp | Rohan Bopanna Matwé Middelkoop      | 3:6, 6:3, 10–5    |
| Zwycięzca     | 2. | 2 marca 2024         | Dubaj       | Twarda        | Jan-Lennard Struff      | Ivan Dodig Austin Krajicek          | 6:4, 4:6, 10–6    |
| Finalista     | 1. | 2 lutego 2025        | Montpellier | Twarda (hala) | Bart Stevens            | Robin Haase Botic van de Zandschulp | 7:6(7), 3:6, 5–10 |